# Брусилівська селищна територіальна громада
Брусилівська селищна територіальна громада — територіальна громада в Україні, у Житомирському районі Житомирської області. Адміністративний центр — селище Брусилів.

## Площа та населення
Площа території — 629 км², кількість населення — 14 728 осіб (2020).
Станом на 2018 рік, площа території громади становила 560,1 км², населення — 13 887 мешканців (2018).

## Населені пункти
До складу громади входять 2 селища (Брусилів, Скочище) і 35 сіл: Биків, Болячів, Високе, Вільшка, Водотиї, Дивин, Долинівка, Дубрівка, Западня, Йосипівка, Карабачин, Ковганівка, Костівці, Краківщина, Лазарівка, Малинівка, Мар'янівка, Містечко, Морозівка, Нові Озеряни, Озера, Осівці, Пилипонка, Покришів, Привороття, Романівка, Скочище, Соболівка, Соловіївка, Ставище, Старицьке, Хомутець, Хом'янка, Яструбенька, Яструбна.

## Історія
Утворена 28 липня 2016 року шляхом об'єднання Брусилівської селищної ради та Водотиївської, Дивинської, Карабачинської, Лазарівської, Містечківської, Морозівської, Новоозерянської, Озерської, Осівецької, Покришівської, Приворотської, Романівської, Скочищенської, Соболівської, Соловіївської, Хомутецької, Яструбеньківської сільських рад Брусилівського району Житомирської області.
Відповідно до розпорядження Кабінету Міністрів України № 711-р від 12 червня 2020 року «Про визначення адміністративних центрів та затвердження територій територіальних громад Житомирської області», до складу громади були включені територія та населені пункти Ставищенської сільської ради Брусилівського району.
Відповідно до постанови Верховної Ради України від 17 липня 2020 року «Про утворення та ліквідацію районів», громада увійшла до складу новоствореного Житомирського району Житомирської області.

## Старостинські округи
- Водотиївський (села Водотиї, Болячів, Покришів, Долинівка, з центром в селі Водотиї).
- Карабачинський (село Карабачин, з центром в селі Карабачин).
- Лазарівський (села Лазарівка, Хом'янка, Старицьке, Містечко, Ковганівка, з центром в селі Лазарівка).
- Морозівський (села Морозівка, Малинівка, з центром в селі Морозівка).
- Новоозерянський (села Нові Озеряни, Осівці, з центром в селі Нові Озеряни).
- Приворотський (села Привороття, Романівка, Пилипонка з центром в селі Привороття).
- Озерський (села Озера, Мар'янівка, Биків, Западня, Соболівка, Скочище, селище Скочище, з центром в селі Озера).
- Соловіївський (села Соловіївка, Дивин, з центром в селі Соловіївка).
- Ставищенський (села Ставище, Йосипівка, Високе, Костівці, з центром в селі Ставище).
- Хомутецький (села Хомутець, Краківщина, Вільшка, з центром в селі Хомутець).
- Яструбеньківський (села Яструбенька, Яструбна, Дубрівка, з центром в селі Яструбенька)[6].